# 赫于蒂艾宁湖

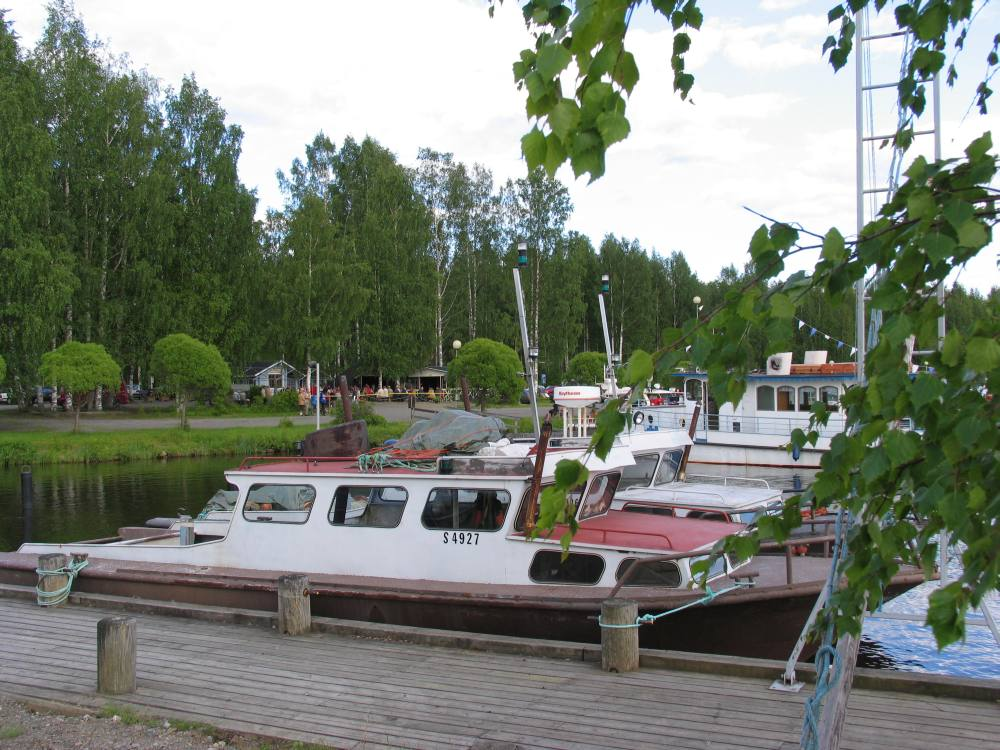
孔蒂奧拉赫蒂教堂村的码头

赫于蒂艾宁湖（芬蘭語：Höytiäinen）是芬兰北卡累利阿區的湖泊，位于孔蒂奧拉赫蒂、波爾維耶爾維和尤卡三市镇内。湖水通过赫于蒂艾宁运河注入皮海塞尔凯湖。该湖为芬兰面积第15大的湖泊。